# Lamana Ould Bou
Lamana Ould Bou (1972 - 10 de junio de 2009), cuyo nombre completo era Lamana Ould Mohamed Yahie Ould Bou, fue un oficial del Ejército maliense con rango de teniente coronel. A causa de varias detenciones de islamistas y su contribución a la liberación de secuestrados occidentales, fue asesinado por asaltantes supuestamente relacionados con Al Qaeda del Magreb Islámico durante la noche del 10 de junio de 2009 en Tombuctú.

## Biografía

### Vida
Nació en Tombuctú en 1972, en el seno de la tribu árabe de los berabich. De joven ingresó en la Legión Islámica libia y combatió en el Líbano. A su regreso a Malí militó en el Frente Islámico Árabe del Azawad (FIAA), hasta que en virtud de los acuerdos de Tamanrasset de 1991 fue integrado en el Ejército maliense, en el que ascendería a oficial de seguridad nacional.
Su determinación y conocimiento de la región de Tombuctú le permitieron practicar detenciones tanto entre terroristas islamistas como seguidores del rebelde tuareg Ibrahim ag Bahanga. Además, su talento diplomático le permitió gestionar con éxito la liberación de varios rehenes europeos en poder de los terroristas de Al Qaeda del Magreb Islámico.

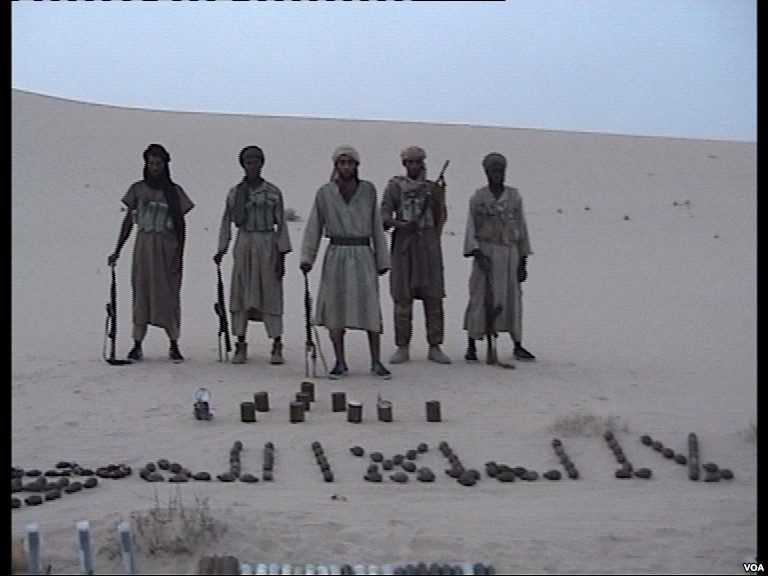
Militantes de Al Qaeda del Magreb Islámico, en una imagen publicada por Voz de América en 2014.

### Asesinato
La causa del asesinato de Lamana Ould Bou es objeto de controversia. Según declaraciones obtenidas por el periódico local L'Indépendant, Lamana mantenía relaciones financieras con algunos líderes de Al Qaeda, a la que aportaba una "ayuda discreta", y su muerte se debió a un ajuste de cuentas. Lo más probable es que fuese la detención de un islamista mauritano en una mezquita de Tombuctú lo que lo convirtiera en un blanco para los terroristas.
Sea como fuere, Lamana fue encontrado muerto en su domicilio de Tombuctú en la madrugada del día 10 de junio de 2009. Presuntamente, los homicidas estaban vinculados a la célula norteafricana de Al Qaeda, la conocida como Al Qaeda del Magreb Islámico. Eso parece desprenderse de la detención de un militante tunecino por una patrulla policial.
Fue enterrado en su ciudad natal el 12 de junio de ese mismo año, en presencia de varios miles de personas.

### Consecuencias
El asesinato de Lamana Ould Bou llegó poco más de una semana después de la del rehén británico Edwin Dyer, en manos de Al Qaeda. A finales de mayo, el Ejército maliense anunció planes de coordinación de la lucha contra el terrorismo con Argelia, Mauritania y Nigeria para poner fin a la expansión islamista en la zona sahelo-sahariana. La muerte del oficial reforzó la determinación del Estado Mayor maliense, que lo contempló como un casus belli. "Es un acto de guerra, no dejaremos que este crimen quede impune", afirmó un oficial del Ejército maliense. Lamana Ould Bou fue la primera víctima de los islamistas en el país.
El 16 de junio de 2009, el Ejército maliense atacó y destruyó un campamento terrorista en el norte del país, en la localidad de Garn-Akassa, cerca de la frontera argelina. 26 militantes islamistas perdieron la vida en la operación.